# Бела рода
Бела рода (лат. Ciconia ciconia) је птица из породице рода (Ciconiidae). 

## Опис
Дугог, снажног и црвеног кљуна, дугог врата и дугих, танких, црвених и голих ногу. Тело јој је прекривено белим перјем, осим дугог перја за летење на крилима које је црно. Мужјак и женка су исто обојени. Дужином тела достиже један метар, а распоном крила преко два метра. 

## Понашање
Често једри у круговима високо изнад тла. Лет јој је спор. У лету ноге испружи позади, а кљун и дуг врат право напред. Оглашава се клепетањем-ударањем горњег о доњи кљун.
Једном годишње у априлу или мају гради велико гнездо у крошњи високог стабла, али веома често и у насељима на крововима кућа или другом истакнутом месту. Дешава се и да поправља стара гнезда. Најчешће снесе 4-6 јаја. Оба родитеља леже на јајима око 28-31 дан и брину се о младунцима. 

## Исхрана
Храни се веома разноврсно: жабама, змијама, гуштерима и рибама, које претходно убије кљуном. Такође, хвата и мишеве, зечеве, па и мале птице. Људи је сматрају корисном животињом.

## Станиште и ареал
Живи уз поплавне ливаде, влажне шуме и мочваре, као и уз пољопривредне површине. Среће се у већем делу Европе, сјеверозападној Африци и југозападној Азији. То је птица селица, која углавном зимује у тропској Африци и Индији.

## Галерија
- Јаје бела рода (Ciconia ciconia)